# Enric Rigau i Prats
Enric Rigau i Prats (Cassà de la Selva, 16 de gener del 1948) és compositor i professor de música, i va ser solista de contrabaix a l'Orquestra Simfònica de Barcelona i Nacional de Catalunya, entre 1967 i 2002; actualment (2016) toca el contrabaix en el conjunt orquestral Calidae, on també fa les funcions de director i arranjador.

## Biografia
Va començar a estudiar piano a Cassà amb Pere Mercader i Terrades. Després fou deixeble de contrabaix de Fèlix Horcajo  i posteriorment amplià aquests estudis al conservatori del Liceu de Barcelona, completant-hi la carrera de contrabaix amb el reputat mestre Ferran Sala  i titulant-s'hi també en piano.

Amb quinze anys començà a tocar amb la cobla-orquestra Catalunya de Bordils, i durant un any ho va fer a la Principal de Llagostera. A suggeriment del seu mestre Ferran Sala i Mas, el 1967 es presentà, i guanyà, les oposicions a membre de l'Orquestra Ciutat de Barcelona; romangué a aquesta formació més de quaranta-cinc anys, fins a jubilar-s'hi el 9 de novembre del 2002. Compaginà aquesta feina amb actuacions esporàdiques a l'Orquestra del Liceu i amb l'ensenyament musical. A partir del 1985 donà classes de contrabaix al conservatori Isaac Albèniz de Girona, i durant divuit anys ho va fer també al de Badalona. Dirigí l'Escola de Cobla de Calella, fins a l'extinció d'aquesta als anys 70 i, a requeriment de Joaquim Alqueza, ensenyà a les escoles de cobla del Col·legi Santa Maria de Blanes i al col·legi Pare Manyanet de Reus; del planter d'alumnes d'aquest darrer col·legi en sorgí el 1997 la cobla Reus Jove, que Rigau dirigí

durant cinc anys. En jubilar-se de l'OBC, abandonà també l'ensenyament. No deixà la música, però: a partir del 2013 -i en l'actualitat, 2017- toca d'aficionat amb el grup Calidae i fa el programa "Ara va de clàssics" a Ràdio Cassà de la Selva.
En el vessant de l'escriptura musical, Rigau havia fet arranjament de música de ball per a les cobles-orquestra Principal de Llagostera, Principal de Cassà i Principal de Girona, i ha estat autor d'algunes sardanes.
El Museu de la Mediterrània l'entrevistà en el marc del projecte "Fer de Músic". El seu fill, Enric Rigau i Baulida, estudià a l'Escuela Superior de Música Reina Sofía de Madrid, i és catedràtic de contrabaix a l'Orquestra Simfònica d'Extremadura.

## Sardanes
- L'arc d'en Bros (2011)
- ASVAT vigatà
- La flama del 2000 (2000), dedicada al pubillatge de Cassà i enregistrada[notes 3] en disc, arranjament de la sardana per a piano Festa Major, de Joaquim Serra i Riera
- Manresa, vint anys d'aplec (2002)
- La nena piolla, primera sardana
- Per tu, Salions (1988)
- Recordant en Quim (2006)
- Sardanistes del Firal (2015), estrenada a la Nit dels Músics Cassanencs[11]